# Leonardo Bertagnolli
Leonardo Bertagnolli es un ciclista italiano nacido el 8 de enero de 1978 en la localidad de Trento (Italia). Debutó como profesional en el año 2002 en las filas del equipo Saeco. 
Es suspendido a finales de junio de 2012 por la UCI debido a unas anomalías en su pasaporte biológico. Antes del proceso, anunció que el Campeonato de Italia de Ciclismo en Ruta, sería la última carrera de su trayectoria profesional. Finalmente fue suspendido con un año y cinco meses gracias a su colaboración con la UCI.

## Palmarés
| 2004 - Vuelta al Etna - Coppa Agostoni - Trittico Lombardo - Coppa Placci 2005 - 1 etapa del Tour de Limousin - 1 etapa de la Vuelta a España 2006 - Tour de Haut-Var - 1 etapa de la Tirreno-Adriático | 2007 - Clásica de San Sebastián - Memorial Cimurri 2008 - Gran Premio Ciudad de Camaiore - Trittico Lombardo - Trofeo Melinda - 1 etapa en la Vuelta a Alemania 2009 - 1 etapa del Brixia Tour |